# Incident de l'ambaixador de Samos a Esparta
L'incident de l'Ambaixador de Samos a Esparta és referit per Plutarc, a "Apophthegmata Laconica", un recull d'apotegmes protagonitzats per ciutadans espartans, on refereix el següent incident diplomàtic: L'ambaixador de l'illa de Samos va presentar-se davant del rei Cleòmenes II, per tal de convèncer-lo d'iniciar una guerra contra el tirà Polícrates de Samos amb un discurs llarg i ensopit. Quan va acabar, Cleòmenes va rebutjar la proposta amb les següents paraules. "El vostre discurs ha estat tant llarg, que del començament no me'n recordo; tan complicat, que la part del mig no l'he entès, i tan soporífer, que el final no l'he escoltat perquè m'he adormit".